# 大富村 (静岡県)
大富村（おおとみむら）は静岡県の中部、志太郡に属していた村である。現在の焼津市中部の内陸側にあたる。

## 地理
- 河川：木屋川、栃山川

## 歴史
- 1889年（明治22年）4月1日 - 町村制の施行により、中新田村、祢宜島村、大住村、三右衛門新田、中根村、中根新田、治兵衛長次右衛門請所、上小田村、三郎兵衛新田、大島村、大島新田［大部分］、道原村、本中根村、上小杉村［一部］が合併して発足。
- 1955年（昭和30年）1月1日 - 焼津市に編入。同日大富村廃止。

## 経済
農業
『大日本篤農家名鑑』によれば大富村の篤農家は、「是永徳助、中野吉之助、小塩鹿次郎、大畑甚一郎、鈴木久一郎、小長谷與左衛門、中野龍彦、成瀬欣六、成瀬増太郎、塚本伊之衛、増田新平、小泉與左衛門」などである。

## 交通

### 道路
- 国道150号